# Anders (Familienname)
Anders ist ein deutschsprachiger/schlesischer Familienname.

## Namensträger

### A
- Achim Anders, Pseudonym von Rolf Hartmann (1903–1971), deutscher Schriftsteller und Journalist
- Allison Anders (* 1954), US-amerikanische Regisseurin
- André Anders (* 1961), deutsch-amerikanischer Experimentalphysiker
- Andrea Anders (* 1975), US-amerikanische Schauspielerin
- Angelika Anders, Geburtsname von Angelika Anders-von Ahlften (1949–2008), deutsche Biophysikerin
- Anna Anders (* 1959), deutsche Künstlerin und Hochschullehrerin
- Anna Maria Anders (* 1950), polnische Politikerin
- Artur Anders (1896–1976), deutscher Politiker

### B
- Barbara Anders, deutsche Drehbuchautorin und Filmarchitektin
- Beate Anders, Geburtsname von Beate Gummelt (* 1968), deutsche Geherin
- Bernd Anders (* 1942), deutscher Boxer
- Bernhard Anders (1874–1951), österreichischer Beamter und Lyriker
- Bernhard Joseph Ritter Anders von Porodim (1752–1827), österreichischer Beamter
- Beth Anders (* 1951), US-amerikanische Hockeyspielerin
- Birgit Anders (* 1952), deutsche Schauspielerin
- Birk Anders (* 1967), deutscher Biathlet
- Bo Anders, Pseudonym von Nikolai von Michalewsky (1931–2000), deutscher Schriftsteller

### C
- Carl Anders (Architekt) (1839–??), deutscher Architekt
- Carl Anders (General) (1893–1972), deutscher Generalmajor

- Charles Anders (* 1969), US-amerikanischer Schriftsteller, siehe Charlie Jane Anders
- Charles Richard Anders (1929–2020), US-amerikanischer Komponist und Pfarrer
- Christian Anders (* 1945), österreichischer Sänger
- Christoph Anders (* 1936), deutscher Politiker, Oberbürgermeister von Halle (Saale)

### D
- David Anders (* 1981), US-amerikanischer Schauspieler
- Dieter Anders (Fußballspieler) (1938–2009), ein DDR-Fußballspieler
- Dieter Anders (Jurist) (1944–2023), ein deutscher Jurist
- Dirk Anders (* 1966), deutscher Fußballspieler

### E
- Edward Anders (1926–2025), lettisch-amerikanischer Chemiker und Holocaustforscher
- Emil Alexander Lorenz Anders (1806–1887), deutschbaltischer Bibliothekar
- Erich Anders (eigentlich Erich Freiherr Wolff von Gudenberg; 1883–1955), deutscher Musiker und Komponist
- Ernst Anders (Maler) (1845–1911), deutscher Maler
- Ernst Anders (Schauspieler) (1928–1991), österreichischer Schauspieler
- Ernst Anders (Chemiker) (1942–2016), deutscher Chemiker
- Ernst Rudolf Anders (1872–1937), deutscher Unternehmer
- Erwin Anders (1908–1972), deutscher Kameramann
- Esther Knorr-Anders (* 1931), deutsche Journalistin und Schriftstellerin

### F
- Fedir Anders (1868–1926), ukrainischer Luftschiffbauer
- Ferdinand Anders (1930–2023), Historiker, Völkerkundler
- Florian Anders (* 1980), deutscher Filmregisseur, Drehbuchautor und Produzent
- Franz Julius Anders (1816–1869), deutscher Stenograf
- Frieder Anders (* 1944), deutscher Kampfkünstler
- Friedrich Anders (1808–1875), deutscher Jurist und Politiker
- Friedrich August Anders (1826–nach 1856), deutscher Porträtmaler
- Fritz Anders, Künstlername von Max Allihn (1841–1910), deutscher Schriftsteller und Pastor
- Fritz Anders (Genetiker) (1919–1999), deutscher Genetiker
- Fritz Anders (Jurist) (1935–2025), deutscher Jurist, Richter und Theologe

### G
- Georg Anders (Jurist) (1895–1972), deutscher Jurist und Ministerialbeamter
- Georg Anders (Soziologe) (* 1942), deutscher Sportsoziologe, Sportökonom und Hochschullehrer
- Glenn Anders (1889–1981), US-amerikanischer Schauspieler
- Gotthold Anders (1857–1936), deutscher Politiker (NLP, DVP), MdL
- Günther Anders (Günther Stern; 1902–1992), deutscher Sozialphilosoph und Essayist
- Günther Anders (Kameramann) (1908–1977), deutscher Kameramann

### H
- Hanns-Jörg Anders (* 1942), deutscher Fotograf
- Hans Anders (Politiker), deutscher Politiker, MdL Mecklenburg-Strelitz
- Hans Anders (Mediziner) (1886–1953), deutscher Pathologe und Hochschullehrer
- Hans Anders (Schauspieler) (Pseudonym Rolf Sander; 1895–1975), deutsch-britischer Schauspieler
- Heinrich Anders (1904–1941), deutscher Germanist und Philologe
- Helga Anders (1948–1986), österreichische Schauspielerin
- Helmut Anders (1928–1985), deutscher Rechtswissenschaftler und Historiker
- Hermann Anders (* 1936), deutscher Musiker
- Hildegunde Fritzi Anders (1904–1944), deutsche Schriftstellerin

### I
- Irena Anders (1920–2010), polnische Schauspielerin
- Isabella Anders-Rudes (* 1968), deutsche Juristin und Hochschullehrerin

### J
- Joe Anders (* 2003), amerikanisch-britischer Schauspieler
- Jonas Anders (* 1987), deutscher Schauspieler
- Jorge Anders (* 1939), US-amerikanischer Jazzmusiker
- Jörn Anders (1964–2022), deutscher Jazzmusiker
- Josef von Anders (1851–1927), österreichischer Rechtswissenschaftler
- Josef Anders (1863–1936), tschechischer Botaniker
- Joseph Anders (1795–1869), österreichischer Offizier

### K
- Karl Anders (1907–1997), deutscher Politiker (KPD/SPD), Journalist und Verleger
- Kathrin Anders (* 1982), deutsche Politikerin (Bündnis 90/Die Grünen)
- Kimble Anders (* 1966), US-amerikanischer Footballspieler
- Klaus Anders (* 1952), deutscher Lyriker und Übersetzer

### L
- Lieselotte Kruglewsky-Anders (1915–2009), deutsche Politikerin (FDP, SPD)
- Luana Anders (1938–1996), US-amerikanische Schauspielerin und Drehbuchautorin
- Ludwig Anders (1845–1904), deutscher Lehrer und Schriftsteller
- Lutz Christian Anders (* 1953), deutscher Sprechwissenschaftler und Germanist

### M
- Maria Anders, Pseudonym von Erna Horn (1904–1981), deutsche Sachbuchautorin
- Maria Anders (Historikerin) (1926–1997), deutsche Philosophin und Historikerin
- Marie Anders (* 1967), österreichische Autorin
- Merry Anders (1934–2012), US-amerikanische Schauspielerin
- Monika Anders (* 1951), deutsche Juristin und Autorin

### N
- Nora Anders, Ehefrau von Thomas Anders von Modern Talking

### O
- Olaf Anders (* 1944), deutscher Mediziner
- Oliver Anders (* 1970), deutscher Behindertensportler (Schwimmen)
- Olivier Anders (* 1942), deutscher Generalmajor
- Otto Anders, Pseudonym von Otto Brahm (1856–1912), deutscher Kritiker und Regisseur
- Otto Anders (Chemiker) (1892–nach 1933), deutscher Chemiker

### P
- Paul Anders (* 1958), deutscher Posaunist
- Peter Anders, Pseudonym von Martin Raschke (1905–1943), deutscher Schriftsteller und Publizist
- Peter Anders (Sänger) (1908–1954), deutscher Sänger
- Peter Anders (Fußballspieler, 1946) (* 1946), deutscher Fußballspieler (Hannover 96)
- Peter Anders (Fußballspieler, 1949) (1949–2020), deutscher Fußballspieler (SpVgg Erkenschwick)
- Peter Anders (Skilangläufer), deutscher Skilangläufer
- Peter Anders (Schauspieler) (* 1962), deutscher Schauspieler
- Peter Anders (Leichtathlet), deutscher Langstreckenläufer
- Petra Anders (* 1972), deutsche Pädagogin und Hochschullehrerin

### R
- Rayk Anders (* 1987), deutscher Journalist und Autor
- Reinhard Anders (1940–2025), deutscher Tierarzt, Politiker (CDU), MdV
- Richard Anders (Bildhauer) (1853–1917), deutscher Bildhauer und Hochschullehrer
- Richard Anders (Schriftsteller) (1928–2012), deutscher Schriftsteller
- Rosa Anders Causse, kubanische Anwältin und Politikerin
- Rudolf Anders (* 1948), deutscher Verwaltungswissenschaftler und Publizist

### S
- Sean Anders (* 1969), US-amerikanischer Regisseur und Drehbuchautor
- Sigrid Anders (* 1961), deutsche Ruderin
- Sonja Anders (* 1965), deutsche Dramaturgin
- Sören Anders (* 1985), deutscher Koch

### T
- Theodor Anders (1859–1936), deutschbaltischer Pädagoge
- Thomas Anders (* 1963), deutscher Popsänger

### U
- Ursula Anders (1938–2025), deutsche Sängerin und Perkussionistin

### W
- Walter Anders (1905–1971), deutscher Ingenieur und Schweißtechniker
- Werner Anders (Manager) (1907–nach 1972), deutscher Jurist, Banken- und Wirtschaftsmanager
- Werner Anders (Epidemiologe) (1915–nach 1969), deutscher Epidemiologe
- Wilhelm Anders (1820–1873), deutscher Jurist und Politiker, siehe William Anders (Politiker)
- Wilhelm Anders (Politiker, II), deutscher Politiker (SPD), MdL Mecklenburg-Strelitz
- Wilhelm Anders (Architekt) (1893–nach 1940), deutscher Architekt
- Willi Anders († 1971), deutscher Schauspieler und Hörspielsprecher
- William Anders (Politiker) (Carl Wilhelm Anders; 1820–1873), deutscher Jurist und Politiker, Bürgermeister von Houston
- William Anders (Astronaut) (William Alison Anders; 1933–2024), US-amerikanischer Luftwaffenoffizier und Astronaut
- Władysław Anders (1892–1970), polnischer General und Politiker
- Wolfgang Anders (* 1955), deutscher Wirtschaftswissenschaftler und Hochschullehrer

### Y
- Yvonne Anders (* 1977), deutsche Psychologin, Pädagogin und Hochschullehrerin